# Lepidophyma
Lepidophyma är ett släkte av ödlor. Lepidophyma ingår i familjen nattödlor.
Hos släktet är ögonlocket inte rörligt vad som skiljer arterna från alla andra ödlor i Centralamerika. Pupillen är lite oval med den längre delen upprätt. Kroppens fjäll är skrynklig eller har små knölar. Kännetecknande är även positionen av ansiktets fjäll.
Utbredningsområdet sträcker sig från delstaterna Tamaulipas och Michoacán de Ocampo i Mexiko till Panama. Släktet saknas i norra delen av Yucatánhalvön samt längs Stilla havet i Guatemala och El Salvador.
Arter enligt Catalogue of Life:
- Lepidophyma chicoasensis
- Lepidophyma dontomasi
- Lepidophyma flavimaculatum
- Lepidophyma gaigeae
- Lepidophyma lineri
- Lepidophyma lipetzi
- Lepidophyma lowei
- Lepidophyma mayae
- Lepidophyma micropholis
- Lepidophyma occulor
- Lepidophyma pajapanensis
- Lepidophyma radula
- Lepidophyma reticulatum
- Lepidophyma smithii
- Lepidophyma sylvaticum
- Lepidophyma tarascae
- Lepidophyma tuxtlae

The Reptile Database listar ytterligare två arter:
- Lepidophyma cuicateca
- Lepidophyma zongolica